# Präsidentschaftswahl in der Republik Zypern 1998
Die Präsidentschaftswahl in der Republik Zypern 1998 fand am 8. Februar (erster Wahlgang) und am 15. Februar (Stichwahl) statt.

## Ergebnis
| Kandidaten              | Parteien                | 1. Wahlgang | 1. Wahlgang | 2. Wahlgang | 2. Wahlgang |
| Kandidaten              | Parteien                | Stimmen     | %           | Stimmen     | %           |
| ----------------------- | ----------------------- | ----------- | ----------- | ----------- | ----------- |
| Glafkos Klerides        | Dimokratikos Synagermos | 158.763     | 40,1        | 206.879     | 50,8        |
| Georgios Iacovou        | Parteilos (AKEL – DIKO) | 160.918     | 40,6        | 200.222     | 49,2        |
| Vassos Lyssaridis       | Sosialistiko Komma      | 41.978      | 10,6        |             |             |
| Alexis Galanos          | Parteilos               | 16.003      | 4,0         |             |             |
| Georges Vassiliou       | Enomeni Dimokrates      | 11.908      | 3,0         |             |             |
| Nikolas Koutsou         | Nei Orizontes           | 3.625       | 0,9         |             |             |
| Nikos Rolandis          | Komma Fileleftheron     | 3.104       | 0,8         |             |             |
| Gesamt                  | Gesamt                  | 396.299     | 100         | 407.101     | 100         |
|                         |                         |             |             |             |             |
| Ungültige Stimmen       | Ungültige Stimmen       | 13.680      | 3,3         | 10.305      | 2,5         |
| Wähler                  | Wähler                  | 409.979     | 91,7        | 417.406     | 93,4        |
| Wahlberechtigte         | Wahlberechtigte         | 446.976     |             | 447.046     |             |
|                         |                         |             |             |             |             |
| Quelle: Nohlen & Stöver |                         |             |             |             |             |